# HD 14943
HD 14943，又名CD-51 571，SAO 232736、HR 701，是一颗恒星，视星等为5.92，位于銀經273.28，銀緯-60.44，其B1900.0坐标为赤經2h 19m 23.5s，赤緯-51° -60.44′ 55″。